# 卡温顿 (肯塔基州)
卡温顿（Covington）位于美国肯塔基州北部俄亥俄河畔，與辛辛那提隔河相望，是肯顿县的县治之一，另一個則是独立城。
根据2000年美国人口普查，共有43,370人，其中白人占87.05%、非裔美国人占10.14%。